# HLN (canal TV)
HLN (Headline News în traducere Știrile principale) este un canal de televiziune deținut de Warner Bros. Discovery prin CNN Worldwide. Inițial se numea CNN 2, și mai târziu CNN Headline News, canalul era axat pe difuzarea știrilor, cu informații proaspăt actualizate care acoperă pe scurt diverse domenii de interes (cum ar fi știrile naționale, divertisment, vreme și afaceri). Din 2005 formatul său s-a mutat din ce în ce mai mult în programele legate de știri tabloid, opinii, crimă și divertisment.